# Cantonul Saissac
Cantonul Saissac este un canton din arondismentul Carcassonne, departamentul Aude, regiunea Languedoc-Roussillon, Franța.

## Comune
- Brousses-et-Villaret
- Cuxac-Cabardès
- Fontiers-Cabardès
- Fraisse-Cabardès
- Lacombe
- Laprade
- Saint-Denis
- Saissac (reședință)